# الچین علی‌جانوف
الچین علی‌جانوف (ترکی آذربایجانی: Elin Əlicanov؛ زادهٔ ۱۵ ژوئیهٔ ۱۹۹۹) بازیکن فوتبال است.